# Chasity Melvin
Chasity Monique Melvin (Roseboro, 3 maggio 1976) è un'ex cestista e allenatrice di pallacanestro statunitense, professionista nella ABL e nella WNBA.

## Carriera
È stata selezionata dalle Cleveland Rockers al primo giro del Draft WNBA 1999 (11ª scelta assoluta).